# Islam Karimov
Islam Abduganijevič Karimov (uzbečki Islom Abdugʻaniyevich Karimov; ruski Ислам Абдуганиевич Каримов) (Samarkand, Uzbečka SSR (danas (Uzbekistan), Sovjetski Savez, 30. siječnja 1938. — Taškent, 2. rujna 2016.), bio je prvi predsjednik Uzbekistana.
Otac mu je Uzbek, majka Tadžikinja. Odrastao je u sovjetskom državnom sirotištu. Studirao strojarstvo i ekonomiju u Taškentu. Kasnih 1980-ih postao je član Uzbekistanske Komunističke Partije, a bio je blizak i s tadašnjim generalnim sekretarom. Kasnije dolazi na njegovo mjesto. Raspadom Sovjetskog Saveza proglašava Uzbekistan nezavisnom državom 31. kolovoza 1991. Pobjeđuje na izborima 29. prosinca iste godine i od tada je bio na vlasti do svoje smrti 2016. 
Promatrači iz međunarodnih organizacija dosadašnje izbore u Uzbekistanu ocijenili su nedemokratskim. Poznat je po progonu radikalnih muslimana, ekstremista, terorista kao i vlastitih političkih protivnika. Dok ga jedni smatraju nedemokratom i nemilosrdnim liderom, drugi ga slave zbog borbe protiv rastućeg islamskog ekstremizma. Na njegovo inzistiranje u uzbečkim zatvorima višegodišnje zatvorske kazne odslužuju tisuće džihadista, vehabija i ostalih radikalnih fundamentalista i religijskih fanatika koji predstavljaju opasnost za Uzbekistan i samog Karimova. Mišljenja o njegovoj vladavini podijeljena su. Karimov je godinama vješto balansirao između istoka i zapada, moćnih političkih blokova koji su nastojali pridobiti naklonost gospodarskog i vojnog diva Uzbekistana kojemu je Karimov bio na čelu 26 godina. Pod njegovim vodstvom Uzbekistan najbolju političku suradnju imao s Rusijom, Kinom, Kazahstanom, Turkmenistanom, Azerbajdžanom, Indijom i Južnom Korejom, dok je odnose s tradicionalno bliskom Turskom ozbiljno zahladio. Pod njegovim vodstvom Uzbekistan je postao članom nekoliko azijskih političkih i vojnih saveza zahvaljujući kojima se Karimov smatrao jednim od najmoćnijih azijskih lidera. Karimov je bio oženjen ekonomisticom Tatjanom s kojom je imaa dvije kćeri i tri unuka. Njegova starija kćer Gulnara ima poslovno carstvo noćnih klubova, tvornicu cementa a od kraja 2013. nalazi se u pritvoru iz jos točno neutvrđenih razloga, najvjerojatnije se radilo o sukobu sa šefovima uzbečkih tajnih službi koji su navodno htjeli izvršiti državni udar na Karimova.